# Jean-Alain Boumsong
Jean-Alain Boumsong, född 14 december 1979 i Douala, Kamerun, är en fransk före detta fotbollsspelare.
Han gjorde sin landslagsdebut för Frankrike mot Japan den 20 juni 2003 och har bland annat deltagit i två EM-slutspel (EM 2004 och EM 2008) och ett VM-slutspel (VM 2006).
Innan Boumsong kom till Panathinaikos sommaren 2010 hade han spelat för en rad klubbar, däribland Newcastle United, Juventus och Lyon.
Han är kusin till David N'Gog som spelar för Swansea City.

## Meriter
- Auxerre
  - Coupe de France: 2002/2003
- Le Havre
  - Coupe Gambardella: 2000
- Juventus
  - Serie B: 2006/2007
- Rangers
  - Scottish Premier League: 2004/2005
- Olympique Lyonnais
  - Ligue 1: 2007/2008
  - Coupe de France: 2007/2008